# نیروی هوایی اسلواکی
نیروی هوایی اسلواکی (اسلواکی: Vzdušné Sily Ozbrojených Síl Slovenskej Republiky) نیروی هوایی زیرمجموعه نیروهای مسلح اسلواکی است که فعالیت خود را از سال ۱۹۹۳ آغاز کرد.

## تاریخچه عملیاتی

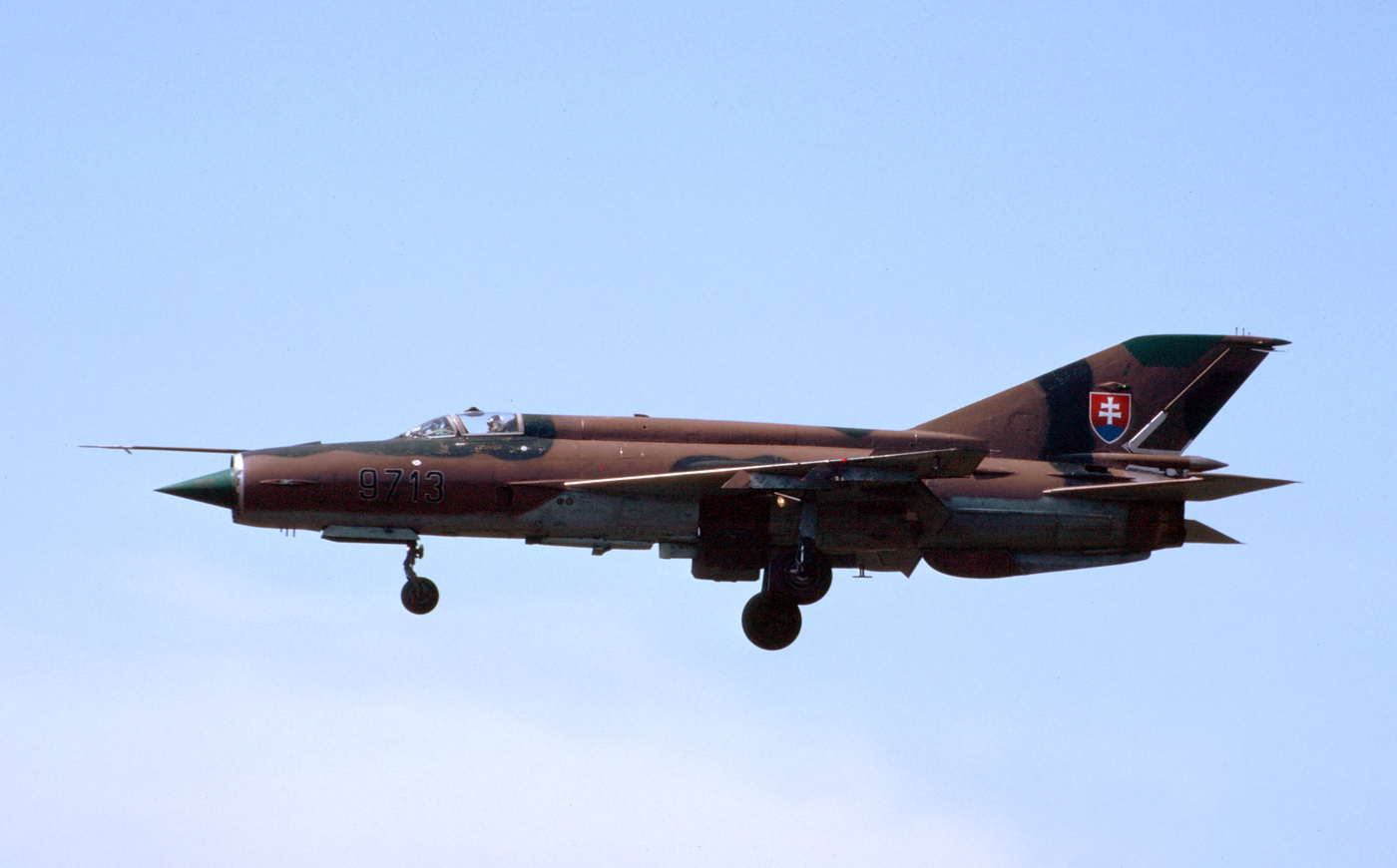
یک فروند میگ 21 نیروی هوایی اسلواکی.

نیروی هوایی اسلواکی، در جریان عملیات بارباروسا، تهاجم نیروهای محور به رهبری رایش سوم به شوروی، یک گروه شناسایی/بمب‌افکن سبک و یک گروه جنگنده به همراه یک اسکادران ارتباطی/ترابری را راهی جبهه شرقی جنگ جهانی دوم نمود. این نیرو عملیات رزمی خود را از میانه ماه ژوئیه سال ۱۹۴۱ در منطقه جنوب غربی اوکراین آغاز کرد و با تلفات حداقلی، عمکرد خوبی در مقابل دشمن به نمایش گذاشت. یگان‌های هوایی اسلواکی ماه اکتبر همان سال به کشور خود بازگشتند.